# Toni Morillas
María Antonia Morillas González (Torredonjimeno, 1982), conocida como Toni Morillas, es una comunicóloga y política feminista española. Actualmente ejerce como concejala del grupo municipal Con Málaga en el Ayuntamiento de Málaga. Fue directora del Instituto de las Mujeres de mayo de 2021 a abril de 2023. Fue candidata a la alcaldía de Málaga en 2023 por la agrupación Con Málaga, confluencia de los partidos Iniciativa por el Pueblo Andaluz, Izquierda Unida, Más País, Verdes Equo, Alianza Verde y Podemos.

## Trayectoria
Morillas se licenció en Comunicación Audiovisual en la Universidad de Málaga en 2004. Posteriormente, entre 2007 y 2008, se formó en planificación de procesos participativos en la Universidad Complutense de Madrid (UCM), especializándose en el ámbito de la innovación democrática, la participación ciudadana y las nuevas formas de gobernanza institucional, particularmente en el ámbito de la administración local. Milita en el Partido Comunista de Andalucía (PCA) y en Izquierda Unida (IU), y ha sido responsable de la red de activistas feministas de IU en Andalucía.
En 2007, inició su carrera profesional como asesora técnica de la Oficina de Presupuestos Participativos de la Diputación Provincial de Málaga, donde puso en marcha y dirigió la primera experiencia estatal en un organismo supramunicipal de promoción de los presupuestos participativos como instrumento de participación directa de la ciudadanía en la toma de decisiones del ámbito público municipal. Estuvo en este puesto hasta 2011, cuando se convirtió en concejala de Izquierda Unida (IU) en el Ayuntamiento de Málaga y diputada de la Diputación Provincial de Málaga de esa legislatura (2011-2015), ejerciendo como portavoz de su grupo.
En 2016, Morillas fue nombrada subdirectora de Coglobal, una entidad social especializada en el diseño, desarrollo y evaluación de procesos de innovación participativa en el ámbito público, orientados a la consecución de los Objetivos de Desarrollo Sostenible (ODS) y a la inclusión democrática y empoderamiento de los sectores sociales más vulnerables. Ha dirigido proyectos de participación ciudadana con perspectiva de género, localización participativa del ODS 5, referido a la igualdad de género, con mujeres en el ámbito rural, así como diversas iniciativas de promoción de la igualdad, como el uso de metodologías participativas y deliberativas en colegios.
El 4 de mayo de 2021, Morillas fue nombrada directora del Instituto de las Mujeres por la Ministra de Igualdad, Irene Montero, en sustitución de la activista Beatriz Gimeno. Como representante de este organismo, apoyó el Plan Estratégico de Igualdad y la reforma de la Ley de salud sexual y reproductiva y de la interrupción voluntaria del embarazo. Dejó el cargo en abril de 2023. 
En septiembre de 2021, dirigió el seminario Hacia una radicalización feminista de la democracia dentro de los cursos de verano de la Universidad Internacional Menéndez Pelayo (UIMP). Este encuentro académico trató de analizar los desafíos del feminismo en el contexto actual, profundizando en la conexión entre el debate universitario y la formulación de políticas públicas.